# Nakashima Takeshi
Takeshi Nakashima (sinh ngày 5 tháng 1 năm 1976) là một cầu thủ bóng đá người Nhật Bản.

## Sự nghiệp câu lạc bộ
Takeshi Nakashima đã từng chơi cho Urawa Reds và Avispa Fukuoka.
Nakashima sinh tại Hirado vào ngày 15 tháng 1 năm 1976. Sau khi thôi học tại Đại học Waseda, anh gia nhập Urawa Reds vào tháng 9 năm 1994. Vào ngày 26 tháng 10, anh ra mắt ở vị trí tiền vệ cánh trái và ghi bàn thắng vào lưới Nagoya Grampus Eight. Sau khi ra mắt, anh đã chơi tất cả các trận trong mùa giải 1994. Tuy nhiên anh ấy hầu như không thể thi đấu trong các trận đấu từ mùa giải 1995, anh ấy chuyển đến Avispa Fukuoka vào năm 1997. Tuy nhiên anh ấy không thể thi đấu cả trận và giải nghệ vào cuối mùa giải 1997.